# Зимино (Омская область)
Зимино — село в Крутинском районе Омской области. Административный центр Зиминского сельского поселения.

## География
Село находится на расстоянии 50 км к северо-западу от рабочего посёлка Крутинка, административного центра района, и 211 км к северо-западу от города Омск, административного центра области.

### Часовой пояс
Село Зимино, как и вся Омская область, находится в часовой зоне МСК+3. Смещение применяемого времени относительно UTC составляет +6:00.

## Население
| 2010 |
| ---- |
| 881  |

## Улицы
| - ул. Животноводов, - ул. Зелёная, - ул. Зорька, - ул. Комсомольская, | - ул. Новая, - ул. Пионерская, - ул. Рабочая, - ул. Садовая, | - ул. Советская, - ул. Центральная, - ул. Юбилейная. |